# Grijze grondduif
De grijze grondduif (Trugon terrestris) is een vogel uit de familie Columbidae (duiven).

## Verspreiding en leefgebied
Deze soort is endemisch in Nieuw-Guinea en telt drie ondersoorten:
- T. t. leucopareia:  zuidelijk Nieuw-Guinea.
- T. t. mayri: het noordelijke deel van Centraal-Nieuw-Guinea.
- T. t. terrestris: noordwestelijk Nieuw-Guinea en Salawati.